# 德拉帕迪·慕爾穆
德拉帕迪·慕爾穆（羅馬化：Draupadī Murmu；1958年6月20日—），奥里萨邦人，印度政治家和教师，是現任印度共和国總統，印度人民党的成员。2015年至2021年担任贾坎德邦第九任首席部長，是贾坎德邦第一位完成五年任期的首席部長，也是第一位出身表列部落（桑塔人）的印度总统。

在2022年印度总统选举，她被全国民主联盟提名并当选，成為印度史上首位擔任總統的印度原住民。

## 外部連結
- 德拉帕迪·慕爾穆的X（前Twitter）
- 德拉帕迪·慕爾穆的Instagram帳戶